# The Definitive Collection DVD
The Definitive Collection DVD (2007) è un DVD di Lionel Richie, inserito nella raccolta The Definitive Collection.
Il DVD contiene i video di 14 tracce, il video live di Three Times a Lady e la creazione di Dancing on the Ceiling (extra nascosto).

## Tracce
1. My Destiny
2. All Night Long (All Night)
3. Love Will Conquer All
4. You Are
5. Say You, Say Me
6. Dancing on the Ceiling
7. Running with the Night
8. Penny Lover
9. Hello
10. Ballerina Girl
11. Se La
12. Love, Oh Love
13. Truly
14. Do It to Me
15. Three Times a Lady (live in Amsterdam)